# Waschhaus (Bouleurs)

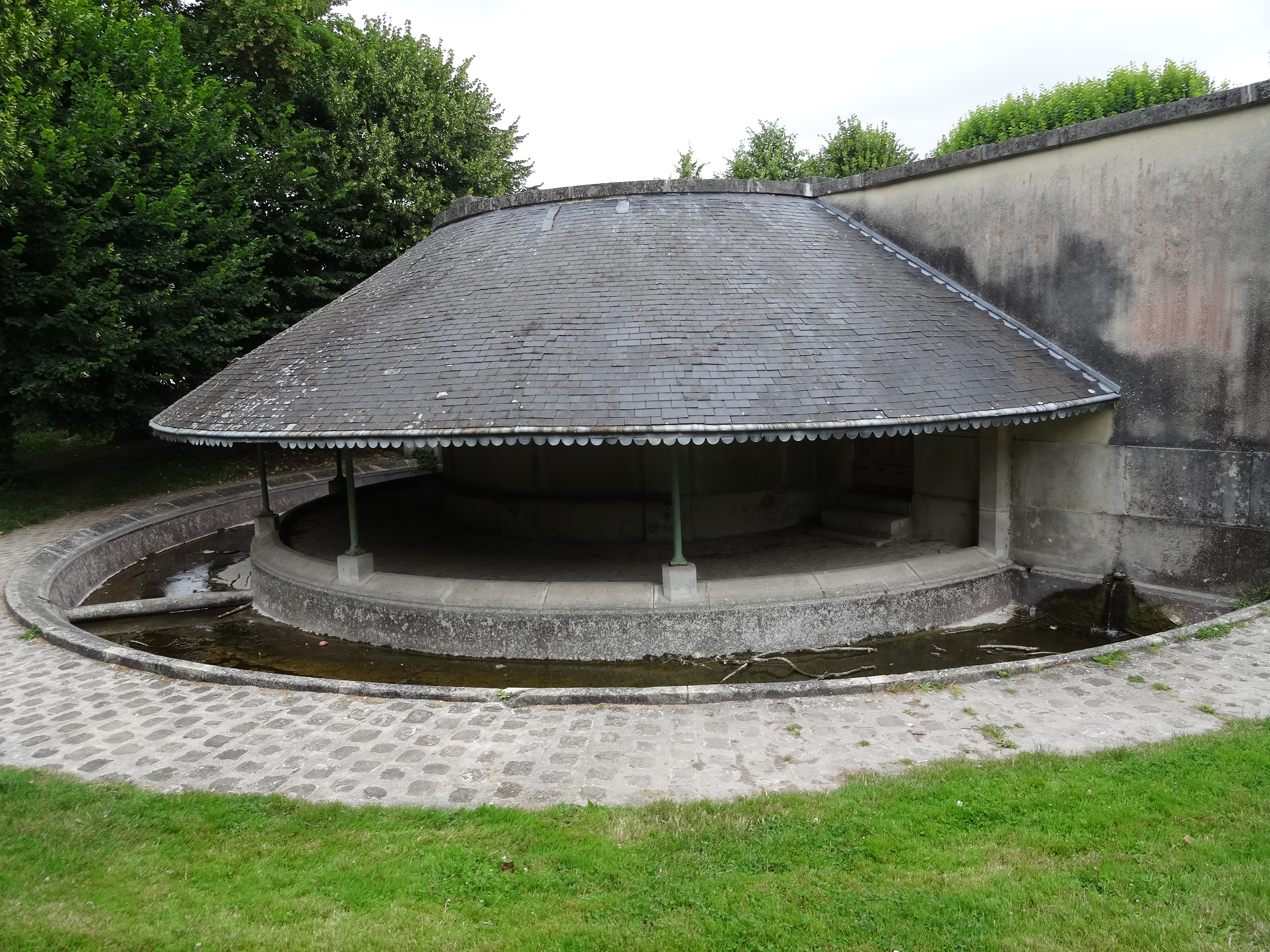
Waschhaus in Bouleurs

Das Waschhaus (französisch lavoir) in Bouleurs, einer französischen Gemeinde im Département Seine-et-Marne in der Region Île-de-France, wurde 1863 errichtet. Das öffentliche Waschhaus steht an der Rue de Bouleurs. 
Das halbrunde Gebäude wurde nach Plänen des Archikten Savard errichtet. Die Konstruktion steht auf Metallpfeilern. Das Wasserbecken ist so gebaut, dass man innerhalb und außerhalb des Gebäudes die Wäsche waschen kann.